# Polina Merenkova
Polina Merenkova (* 11. November 1995) ist eine ehemalige usbekische Tennisspielerin.

## Karriere
Merenkova, die den Hartplatz bevorzugte, begann im Alter von acht Jahren mit dem Tennissport. Sie spielte vor allem auf Turnieren des ITF Women’s Circuit, bei denen sie vier Turniersiege im Doppel erringen konnte.
Ihr erstes Turnier spielte sie im März 2010 in Namangan. Im September 2012 erhielt sie eine Wildcard für die Qualifikation der Tashkent Open; sie musste jedoch ihre erste Partie im zweiten Satz verletzungsbedingt aufgeben. 
Ihr letztes Profiturnier bestritt Merenkova im September 2017. Seit August 2018 wird sie nicht mehr in den Weltranglisten geführt.

## Turniersiege

### Doppel
| Nr. | Datum             | Turnier   | Kategorie   | Belag             | Partnerin         | Finalgegnerinnen                              | Ergebnis  |
| --- | ----------------- | --------- | ----------- | ----------------- | ----------------- | --------------------------------------------- | --------- |
| 1.  | 28. November 2014 | Astana    | ITF $10.000 | Hartplatz (Halle) | Albina Xabibulina | Kamila Kerimbajewa Jekaterina Jaschina        | 6:2, 6:2  |
| 2.  | 23. Januar 2015   | Aqtöbe    | ITF $10.000 | Hartplatz (Halle) | Albina Xabibulina | Alexandra Grintschischina Jekaterina Kljujewa | 6:4, 6:1  |
| 3.  | 30. Januar 2015   | Aqtöbe    | ITF $10.000 | Hartplatz (Halle) | Albina Xabibulina | Xenija Palkina Eva Wacanno                    | 6:2, 7:66 |
| 4.  | 1. Mai 2015       | Schymkent | ITF $10.000 | Sand              | Albina Xabibulina | Vlada Ekshibarova Darja Lodikowa              | 6:3, 6:1  |